# Mario Carafa
Mario Carafa († 11. September 1576) war Erzbischof von Neapel.

## Leben
Er wurde am 26. Oktober 1565 zum Erzbischof von Neapel berufen. Die Bischofsweihe spendete ihm am 10. Februar 1566 Kardinal Giovanni Michele Saraceni; Mitkonsekratoren waren der Bischof von Capaccio, Erzbischof Paolo Emilio Verallo, und Berardo Bongiovanni, Bischof von Camerino.

## Wirken
Nach der Seeschlacht von Lepanto (1571) wurden zahlreiche von den Osmanen versklavte Mittel- und Südeuropäer zurückgebracht, die zum Islam konvertiert waren und als Galeerensklaven in der türkischen Flotte eingesetzt waren. Die befreiten Ruderer wurden nach der Schlacht nach Neapel verbracht, wo Erzbischof Mario Carafa und sein Generalvikar Pietro Dusina das Inquisitionstribunal bildeten, das die Betroffenen befragte und über deren mögliche Häresie zu befinden hatte. Es ist kein Fall bekannt, in dem das Tribunal den Galeerensklaven die „Rekonziliation“ (Aussöhnung) mit der katholischen Kirche versagt hätte, alle durften entweder in ihre Heimat zurückkehren oder ein neues Leben als Christen beginnen.